# Girón
Girón – miasto w północno-wschodniej Kolumbii, w departamencie Santander. Liczba mieszkańców wynosi 151 479 osób.
W mieście rozwinął się przemysł włókienniczy, spożywczy oraz rzemieślniczy.